# Knud Jeppesen
Knud Christian Jeppesen, né à Copenhague le 15 août 1892 et mort à Risskov (Aarhus) le 14 juin 1974, est un musicologue et compositeur danois également auteur d'ouvrages sur l'histoire de la musique.

## Biographie
Knud Jeppesen étudie à Copenhague où il est élève de Carl Nielsen et de Thomas Laub puis, à Vienne, il suit l’enseignement de Guido Adler et de Robert Lach. Il sort diplômé, en 1923, avec une thèse sur Palestrina. Il publie en 1930 Contrepoint (Kontrapunkt), une étude traitant de la polyphonie vocale.
Il est aussi professeur au conservatoire d'Aarhus et professeur de musicologie à l'université d'Aarhus. Son intérêt porte principalement sur la musique de la Renaissance. En 1962, il publie le premier aperçu complet des œuvres de Palestrina.

## Œuvre
Les principales compositions de Knud Jeppesen sont l'opéra Rosaura d'après une pièce de Goldoni, Te Deum Danicum pour chœur et orchestre, Lave et Jon (basé sur une vieille chanson populaire danoise) pour chœur d'hommes et orchestre, des motets, cantates, symphonies, etc.
- (en) The Style of Palestrina and the dissonance  (trad. du danois par Margaret W. Hamerik, introduction de Edward J. Dent), Copenhague, Levin og Munksgaard, 1927, 272 p. (OCLC 459177786, BNF 43064432) — rééd. Dover Publications 2012 (OCLC 869523419).
- Counterpoint: the polyphonic vocal style of the sixteenth century, PrenticeHall, 1939